# Каменщица
Каменщица е резерват, разположен в Централна Стара планина, България.

## Основаване и статут
Обявен е за резерват с обща площ 1016.85 хектара със Заповед No.792 на Комитета за опазване на природната среда при Министерски съвет от 10 август 1984 година. Резерватът е създаден с цел опазването на характерни екосистеми на горун, бук, редки ендемични растителни видове и други.

## Местоположение, флора и фауна
Каменщица се намира в землището на село Енина, община Казанлък. Площта на резервата е 1016.85 хектара. В резервата живеят животински видове като дива свиня, сърна, мечка, благороден елен и други. В него се съхраняват смесени широколистни гори като горун, бук, явор, келяв габър, ясен и други.

## Галерия
- Изглед
- Изглед